# Opigena nigrofulva
Opigena nigrofulva là một loài bướm đêm trong họ Noctuidae.